# Grandići
Grandići is een plaats in de gemeente Barban in de Kroatische provincie Istrië. De plaats telt 123 inwoners (2001).